# Wielka Sowa

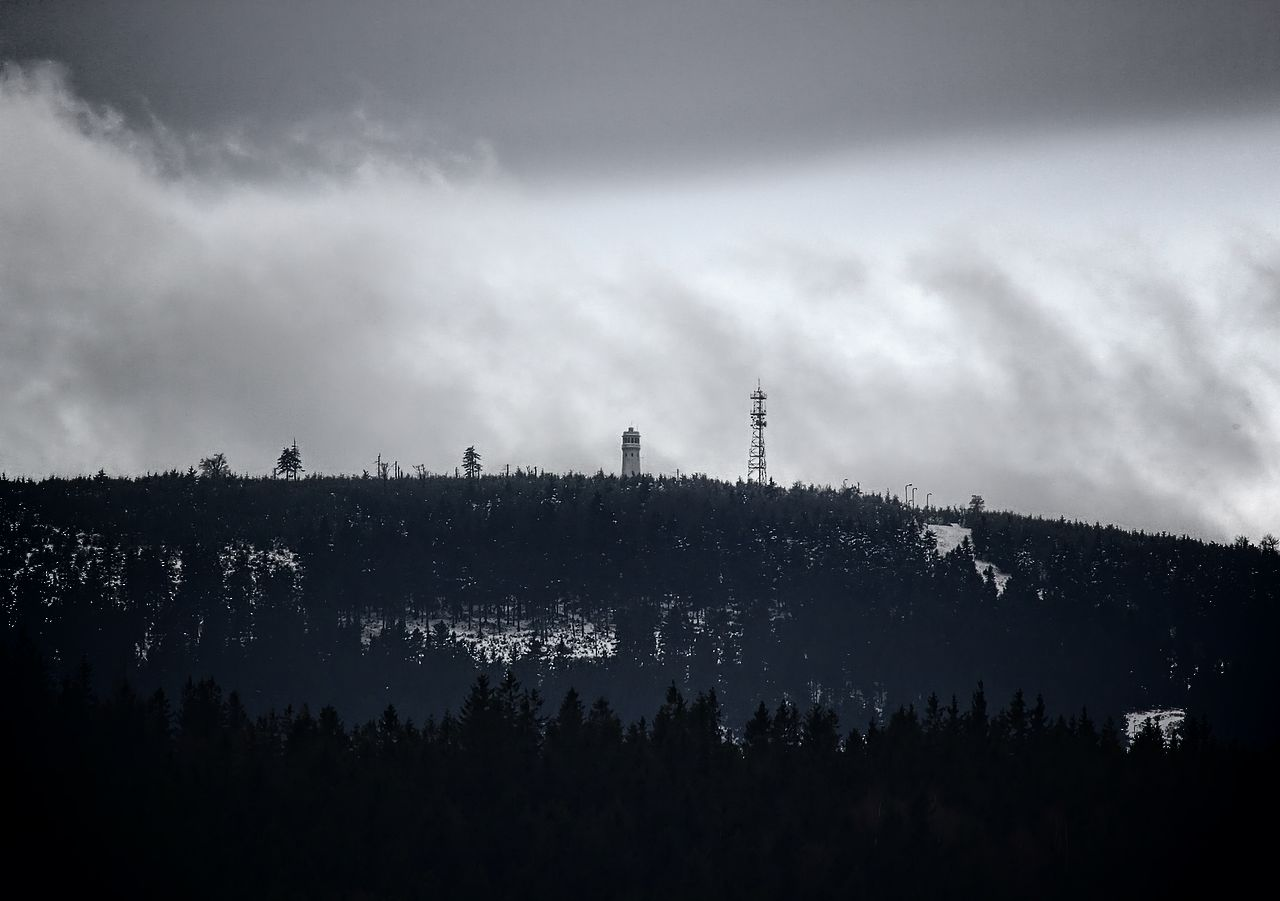
Wielka Sowa od strony Pieszyc

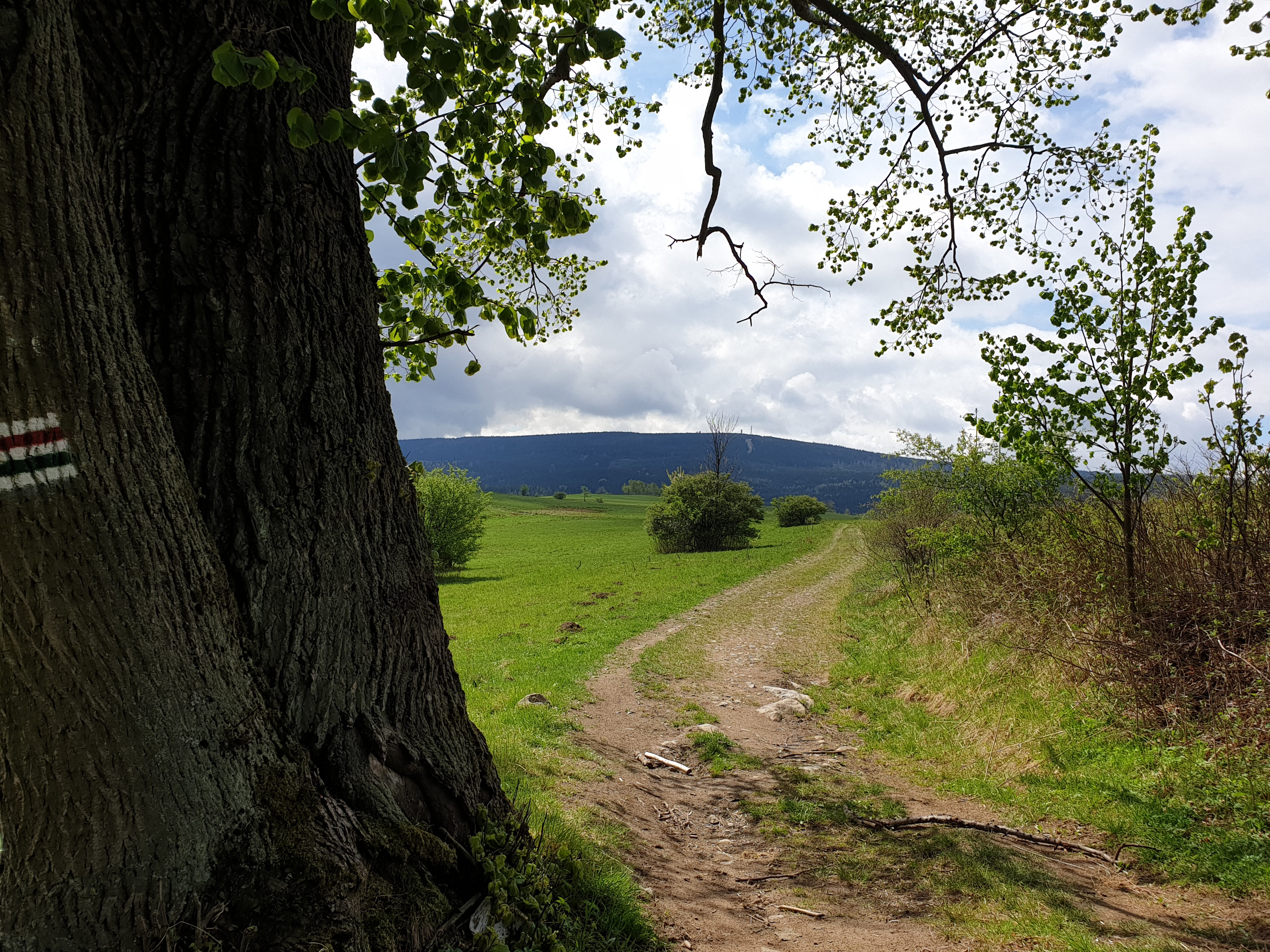
Masyw Wielkiej Sowy widziany na szlaku z Rościszowa

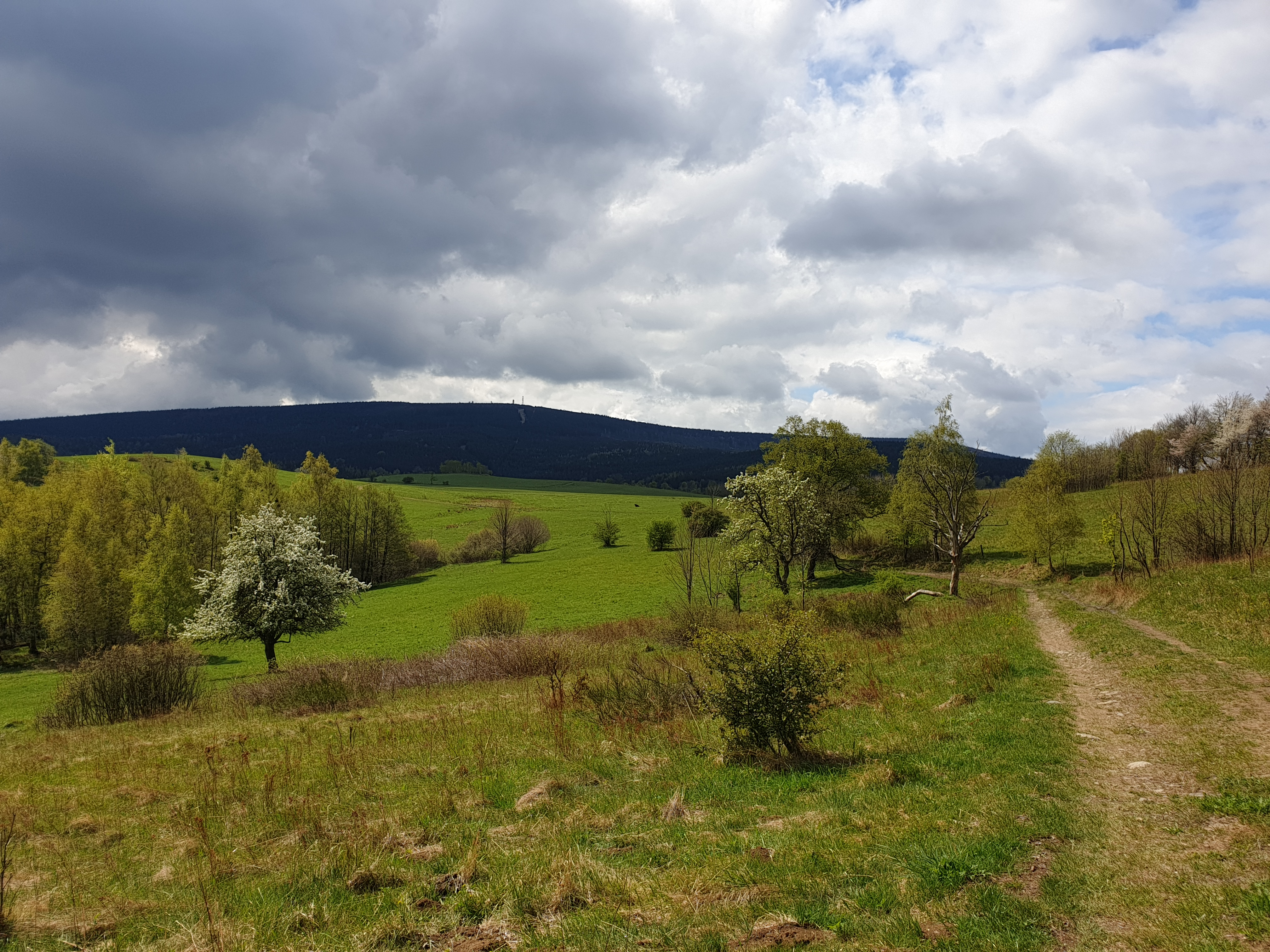
Wielka Sowa od strony Rościszowa na czerwonym szlaku

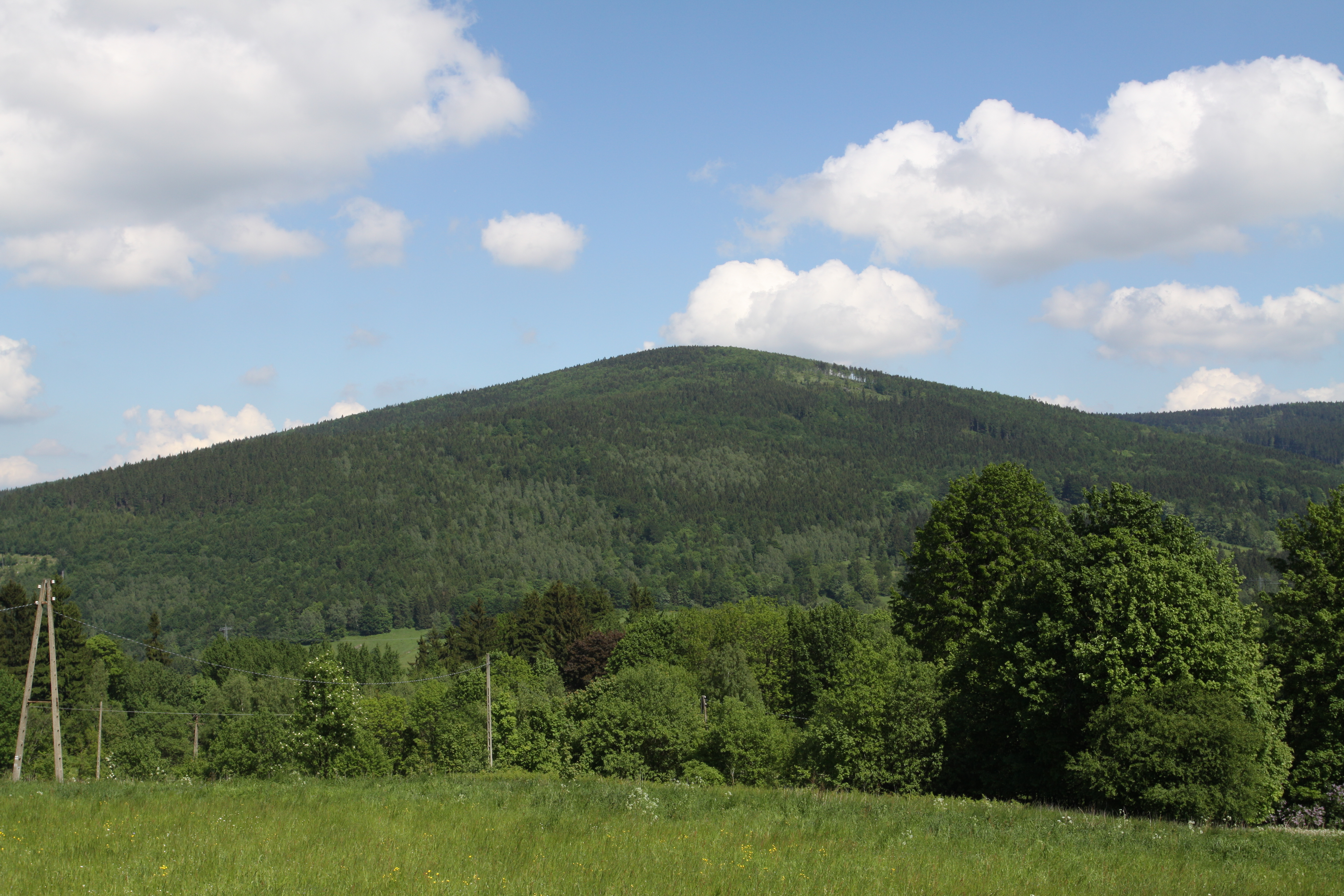
Wielka Sowa od południowego zachodu

Wielka Sowa (niem. Hohe Eule, po 1945 przez krótki okres pol. Góra Sowia, 1015 m n.p.m.) – najwyższy szczyt Gór Sowich w Sudetach Środkowych, w województwie dolnośląskim; należy do Korony Gór Polski oraz Korony Gór Dolnego Śląska.

## Położenie i opis
Góra leży w dorzeczu Odry, a dokładniej na granicy między dorzeczami jej dopływów – Bystrzycy i Nysy Kłodzkiej.
Góra zbudowana jest ze skał metamorficznych z prekambru.
Zbocza Wielkiej Sowy są znakomitymi terenami narciarskimi. Wokół Wielkiej Sowy dostępnych jest mnóstwo szlaków turystycznych, tras rowerowych oraz sowiogórskich tras do narciarstwa biegowego. Znajdujący się tu wyciąg orczykowy i trasy zjazdowe są nieczynne od 2011 roku. Dzierżawca terenu stara się o rozbudowę i uruchomienie stacji narciarskiej z prawdziwego zdarzenia.

## Wieża widokowa
Na szczycie Wielkiej Sowy znajduje się betonowa wieża widokowa wybudowana w roku 1906. Z racji położenia w środkowej części Sudetów jest wspaniałym punktem widokowym. W drugiej połowie XIX wieku zainicjowano budowę pierwszej drewnianej wieży widokowej na wierzchołku góry. Jej uroczyste oddanie do użytku odbyło się w lipcu 1885 roku. Konstrukcja ta znajdowała się około 30 metrów na południe od miejsca, gdzie obecnie stoi żelbetowa wieża. Drewniana konstrukcja przetrwała jednak tylko do 1904 roku. Jeszcze w tym samym roku powstał plan wzniesienia nowej, drewnianej konstrukcji. Ostatecznie stało się inaczej. Prezes dzierżoniowskiego Towarzystwa Sowiogórskiego Richard Tamm przeforsował ideę budowy trwałej kamienno-żelbetowej wieży. Prace przy jej wznoszeniu rozpoczęły się w lipcu 1905 roku, a uroczyste otwarcie, które odbyło się 24 maja 1906 roku, zgromadziło tłumy ludzi. Wieży nadano wówczas imię Ottona von Bismarcka (Bismarckturm). Miała ona 25 m wysokości, średnicę 8 m u podstawy i 4 m u góry, a we wnętrzu, oświetlonym 3 oknami z kolorowymi witrażami przedstawiającymi sceny z życia Bismarcka, można było podziwiać popiersie kanclerza autorstwa Harro Magnussena.
Na tarasie widokowym podziwiano panoramy od Śnieżnika po Śnieżkę oraz od Wzgórz Trzebnickich po Broumovské stěny. Tuż po II wojnie światowej wieży nadano imię Władysława Sikorskiego, a 27 września 1981 polskiego turysty i krajoznawcy Mieczysława Orłowicza, lecz nazwy te nie przyjęły się. Wieża była jedną z atrakcji Gór Sowich, jednak nie remontowana popadała w ruinę. Już w połowie lat 60. XX w. żelazne schody wewnątrz konstrukcji groziły zawaleniem, a z czasem ze względów bezpieczeństwa wieża została zamknięta. Stan taki trwał do 2005 r.
Dopiero gdy zarządcą wieży i otaczającego ją terenu została Gmina Pieszyce udało się wykonać generalny remont wieży i w dniu 24 maja 2006 r. na nowo udostępnić obiekt turystom. Wizerunek wieży stał się symbolem Pieszyc, znajduje się w herbie tego miasta. Ponowny remont wieży rozpoczął się w sierpniu 2021 r. Planowane zamknięcie wieży dla turystów potrwa do 2023 r.
Główne szlaki na szczyt prowadzą z Przełęczy Jugowskiej, Sokolej i Walimskiej, jednak istnieje wiele alternatywnych szlaków.
Masyw położony jest w Parku Krajobrazowym Gór Sowich.

## Szlaki turystyczne
Piesze na szczyt:
- z przełęczy Sokolej (↑ 1 godz, ↓ 0:40 godz),
- z przełęczy Jugowskiej przez Przełęcz Kozie Siodło (↑ 1:30 godz, ↓ 1:10 godz),
- z Kamionek (↑ 2:15 godz, ↓ 1:40 godz)
- i  z Kamionek (↑ 2:15 godz, ↓ 1:40 godz)
- i  z Rościszowa przez Przełęcz Walimską (↑ 3:20 godz, ↓ 2:50 godz)
- i  z Lasocina przez Starą Jodłę (↑ 1:45 godz, ↓ 1:25 godz)
- z Pieszyc (↑ 3:05 godz, ↓ 2:15 godz)
- z Walimia (↑ 1:55 godz, ↓ 1:10 godz)
- z przełęczy Walimskiej (↑ 1 godz, ↓ 0:40 godz)
- z Przełęczy Woliborskiej przez Leśny Dworek i Trzy Buki
- z Sokolca przez schronisko Sowa (↑ 1:20 godz, ↓ 0:50 godz).
- Wielka Sowa – Polana Potoczkowa – Przełęcz Walimska – Jelenia Polana – Przełęcz Sokola[13]

Rowerowy:
- z przełęczy Jugowskiej na przełęcz Sokola

Narciarski:
- czerwony do Andrzejówki.